# El Bradâa
El Bradâa (àrab: البرادعة, al-Brādaʿa) és una ciutat del Sahel tunisià, a la governació de Mahdia, situada una vintena de quilòmetres al sud de Mahdia, entre Ksour Essef i Melloulèche. Constitueix una municipalitat que tenia 7.404 habitants el 2014.

## Economia
La regió es caracteritza per la producció d'oli d'oliva.

## Administració
És el centre de la municipalitat o baladiyya homònima, amb codi geogràfic 33 24 (ISO 3166-2:TN-12).
Al mateix temps, forma dos sectors o imades, El Bradâa Sud (33 61 61) i El Bradâa Nord (33 61 62), dins de la delegació o mutamadiyya de Ksour Essef (33 61).